# Kölnturm
La KölnTurm est un gratte-ciel de bureaux construit au MediaPark à Cologne en Allemagne de 1999 à 2001. La surface de plancher de l'immeuble est de 32 730 m2, desservis par six ascenseurs.
L'immeuble a été conçu par l'architecte français Jean Nouvel.
C'est le plus haut immeuble de la ville de Cologne et l'un des plus hauts d'Allemagne en dehors de Francfort.